# 3 (číslo)
Tři je přirozené číslo, které následuje po číslu dva a předchází číslu čtyři. Je to prvočíslo. Zápis římskými číslicemi je III. Tutéž číselnou hodnotu má i hebrejské písmeno gimel. Řadová číslovka je třetí.
Příbuzný je řecký výraz „tri“, který se vyskytuje v mnoha přejatých slovech, např. trikolóra, triptych, trilogie, triáda, trichotomie nebo trigonometrie. Historické množstevní označení pro tři kusy je vrh.

## Matematika
- Trojka je první liché prvočíslo a druhé nejmenší po dvojce.
- Trojka je Mersennovo prvočíslo ({\displaystyle 2^{2}-1}).
- Trojka je první Fermatovo číslo ({\displaystyle 2^{2^{0}}+1}).
- Trojka je čtvrté číslo Fibonacciho posloupnosti.
- Trojúhelník je nejjednodušší geometrický obrazec v rovině. Jeho vlastnostmi se zabývá trigonometrie.
- Číslo je dělitelné třemi, pokud je jeho ciferný součet v desítkové soustavě dělitelný třemi.
- Trojka je příznivé číslo.

## Chemie
- 3 je atomové číslo prvku lithium.
- Trojný bod

## Kultura, literatura a hudba
- Díla, která se skládají ze tří částí se nazývají triptych, v literatuře trilogie;
- v hudební harmonii se souzvuk tří tónů nazývá trojzvuk, neboli akord.

### Filmy
- My tři a pes z Pětipes  – československý film
- Tři – německý film
- Tři bratři – český film
- Tři pohřby – americký film
- Tři chlapi v chalupě – český televizní seriál
- Tři chlapi v chalupě (film) – český film
- Tři muži a nemluvně (film, 1985) – francouzský film
- Tři muži a malá dáma – americký film
- Tři muži na silnici (slečnu nepočítaje) – český film
- Tři muži ve sněhu – český film z roku 1936 podle knihy německého spisovatele Ericha Kästnera
- Tři oříšky pro Popelku – česko-německá filmová pohádka
- 3 sezóny v pekle – český film
- Tři vejce do skla – český film
- Tři veteráni – česká filmová pohádka
- Tři přání – český film
- Třetí princ – česká filmová pohádka

### Opery
- Tři přání (Die drei Wünsche) Op.42 – opera Carla Loeweho z roku 1834.
- Tři přání, H. 175 – opera-film Bohuslava Martinů z roku 1928.

### Divadelní hry
- Tři sestry – divadelní hra Antona Pavloviče Čechova

### Knihy
- My tři a pes z Pětipes – dětská kniha Václava Čtvrtka
- Tři kamarádi – německý román
- Tři mušketýři – francouzský dobrodružně-romantický román
- Tři muži ve člunu – humoristická kniha britského spisovatele Jerome Klapky Jerome
  - Tři muži na toulkách – volné pokračování výše uvedené knihy
- Tři muži ve sněhu – kniha německého spisovatele Ericha Kästnera z roku 1934

### Hudba
- Tři sestry (hudební skupina) – česká punková kapela

## Doprava
- Římskou číslicí III se v České republice označují silnice III. třídy (např. III/44023).
- Trojka značí v MHD také mnoho linek, a to jak metra, tak i ostatních druhů dopravy.

## Mytologie a náboženství
Trojka je považována za božské nebo svaté číslo. Mnoho božských postav se vyskytuje ve trojici:
- Boží trojjedinost
- Nejsvětější Trojice
- Tři králové
- Egyptská mytologie – Eset, Osiris a Horus

Číslo tři se vyskytuje rovněž v judaismu:
- tři patriarchové: Abrahám, Izák, Jákob,
- tři části Tanachu: Tóra, Prorocké knihy, Spisy,
- tři poutní svátky: Pesach, Šavu'ot, Sukot,
- tři hvězdy viditelné na obloze ukončují Šabat,
- tři dny a tři noci strávil prorok Jonáš v břiše velryby,
- židovský náboženský soud bejt din tvoří nejméně tři osoby.

V judaismu je číslo tři vnímáno jako základní princip veškeré relativity, jež je základem světa pozemského a tělesného s jeho třemi rozměry. Známé a v židovské liturgii často citované zvolání serafů: „Svatý, svatý, svatý je Hospodin zástupů, …“ představuje uznání veškerého tvorstva, že Bůh, který tento stvořený svět naprosto přesahuje, v tomto světě imanentně působí jako svrchovaně nezávislý svobodný a nejvyšší Pán.

## Pohádky
Číslo tři má mnoho tajemných významů:
- do třetice všeho dobrého i zlého;
- v pohádkách má král obvykle tři syny nebo dcery;
- Popelka měla tři oříšky, viz Tři oříšky pro Popelku;
- v pohádkách bývají splněna tři přání

## Roky
- 3
- 3 př. n. l.